# Murellenberge, Murellenschlucht und Schanzenwald
Die Murellenberge, die Murellenschlucht und der Schanzenwald sind eine in der Weichseleiszeit entstandene Hügellandschaft in der Berliner Ortslage Ruhleben im Ortsteil Westend des Bezirks Charlottenburg-Wilmersdorf. Das Gebiet befindet sich westlich des Olympiageländes. Der größte Teil der Stauch- und Endmoränenlandschaft ist als Naturschutzgebiet Murellenschlucht und Schanzenwald ausgewiesen, das zum Biotopverbund Fließwiese Ruhleben, Tiefwerder Wiesen und Grunewald gehört. Etwa 1 1⁄2 Kilometer nordöstlich des Gebietes (ab Murellenberg) liegt das Naturdenkmal Murellenteich.
Die Murellenberge (oft als ‚Murellenberg‘ bezeichnet, früher: Morellenberge) sind Teil des Teltownordbandes, das den nördlichsten Ausläufer des Teltowplateaus zum Berliner Urstromtal bildet. Der Zusammenhang des ursprünglichen Naturraums ging durch den Stadtbau weitgehend verloren. Die bis zu 62 Meter hohen Berge und der bis zu 30 Meter eingeschnittene Talkessel weisen insbesondere in ihren Trockenrasenbereichen eine vielfältige und bestandsbedrohte Flora und Fauna auf. Über 150 Jahre als Militär- und Polizeigelände genutzt, konnten sich im Schanzenwald die Waldbestände nahezu ungestört entwickeln. Im östlichen Teil der Schlucht entstand 1936 unter Leitung des Architekten Werner March die Waldbühne. Die Nationalsozialisten richteten in den Bergen eine Hinrichtungsstätte für Deserteure und sogenannte „Wehrkraftzersetzer“ ein. Die Installation Denkzeichen zur Erinnerung an die Ermordeten der NS-Militärjustiz am Murellenberg der Künstlerin Patricia Pisani aus dem Jahr 2002 erinnert an die Opfer.

## Lage des Gebiets und Etymologie
Das ursprünglich deutlich ausgedehntere und heute zum Teil zersiedelte Hügelgebiet reicht bis in den Mündungsbereich der Spree in die Havel. Es umfasst über das heutige Naturschutzgebiet hinaus ein polizeiliches Übungsgelände und daran nach Norden anschließend den Friedhof Ruhleben. Der lange für militärische Zwecke genutzte Teil des Schanzenwalds westlich des Polizeigeländes ist heute wieder weitgehend zugänglich und Teil des Naturschutzgebietes. Nach Westen begrenzt der ab 1907 aufgeschüttete Damm der Spandauer Vorortbahn das Gelände. Die Eisenbahntrasse bildet zudem die Grenze zwischen den Bezirken Charlottenburg-Wilmersdorf und Spandau. Nach Süden und Osten schließen heute, vereinfacht dargestellt, die Murellenschlucht und ihre Fortsetzung in der Fließwiese Ruhleben das Gelände ab. Im Norden begrenzt der Hempelsteig das Gebiet, dessen Verlauf in etwa dem ehemals gebietstrennenden und zugeschütteten Elsgraben folgt.
Der Namensbestandteil Murellen oder früher Morellen wird vom Brandenburgischen Namenbuch auf die Morelle (= Weichselkirsche) zurückgeführt. Auch in einem Lexikon zu Berlins Straßennamen findet sich unter Murellenweg, der von der Fließwiese Ruhleben in die Siedlung Ruhleben führt, der Eintrag: „Murellen, verwilderte Kirschen, die den Murellenbergen ihren Namen gaben.“ Eine Ableitung aus Moräne (von französisch moraine ‚Geröll‘), die auf die geologische Struktur des Gebiets abhebt, lässt sich nicht verifizieren.

## Geologie und Klima

### Nordband des Teltow

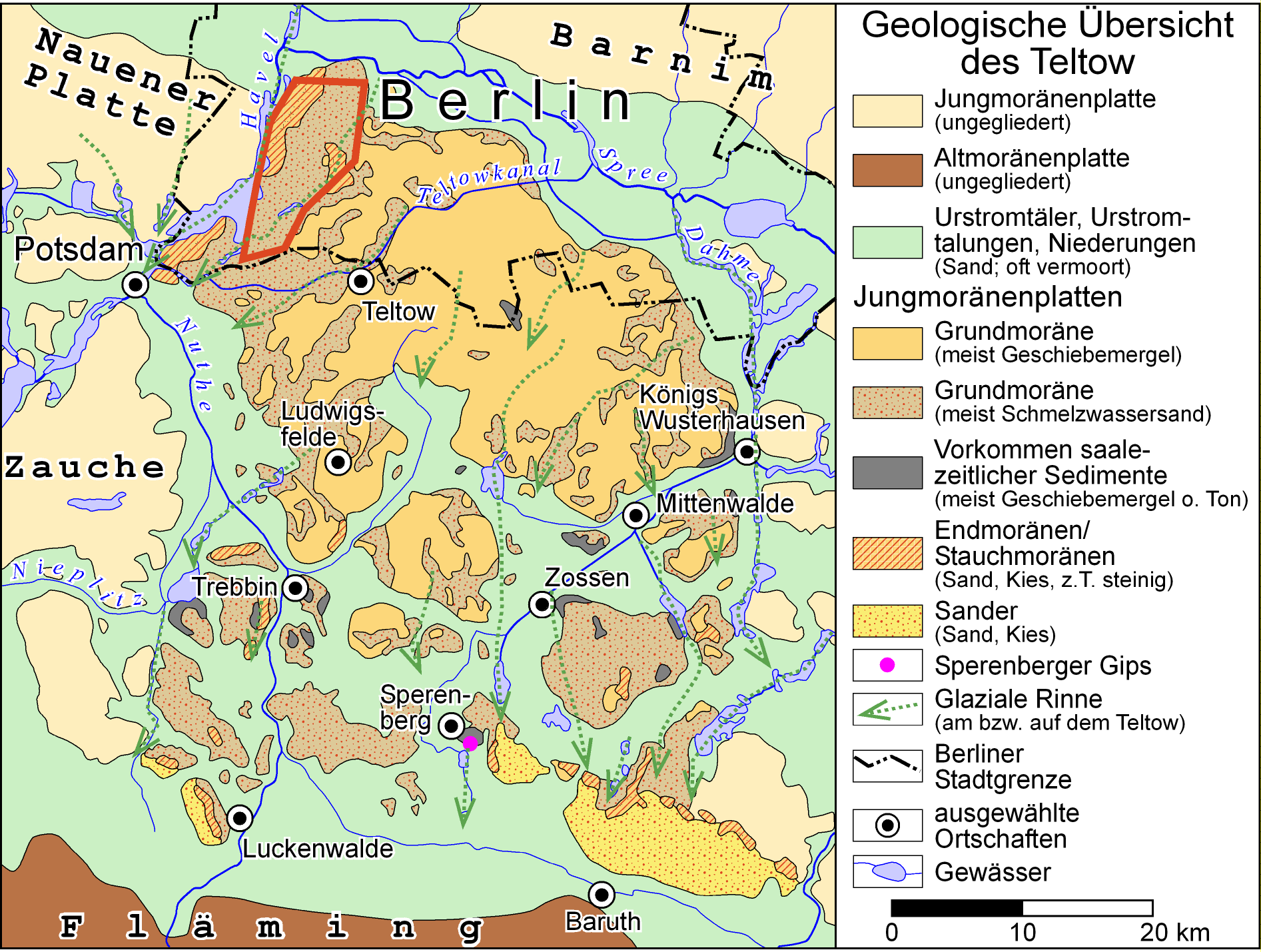
Geologische Übersichtskarte des Teltow. Die Murellenberge liegen im Übergangsbereich der rot schraffierten Stauchendmoräne zur rot gepunkteten Grundmoräne nördlich des Grunewald (rot eingerahmt).

Geologisch gehören die Murellenberge wie auch der Grunewald zum Teltowplateau, das nach Westen in der Havelniederung und nach Norden in dem Berliner Urstromtal, das von der Spree durchflossen wird, ausläuft. Die Havel trennt die weichseleiszeitliche Teltowhochfläche von der nordwestlich gelegenen Nauener Platte mit Gatow und Teilen von Wilhelmstadt. Die Spreeniederung scheidet das Plateau vom Barnim. Während die Grundmoränenplatte des Teltow in weiten Teilen flachwellig ausgebildet und von Geschiebemergel bestimmt ist, dominieren im Grunewald außergewöhnlich mächtige (20 Meter und mehr) Schmelzwassersande aus der Vorstoßphase des Inlandeises. Im Bereich um Schildhorn, dem Pichelsberg und den Murellenbergen hat das vorstoßende Eis die Sande zudem kräftig gestaucht (gestört), sodass hier ein bewegtes Relief einer Stauch-/Endmoräne das Landschaftsbild bestimmt. Die Nordkante des Teltow verläuft von den Murellenbergen entlang der Murellenschlucht weiter nach Norden und wendet sich kurz nach dem Erreichen der Fließwiese Ruhleben nach Nordosten. Sie führt um den Murellenteich herum und weiter über die ehemalige Spandauer Spitze am ehemaligen Spandauer Bock und dem Ruhwaldpark zum Steilhang oberhalb der Mineralwasserquelle Fürstenbrunn. An dieser Stelle, südlich der heutigen Rohrdammbrücke, erreicht das Teltowplateau seinen nördlichsten Punkt. Danach knickt die Teltowkante entlang des Schlossgartens Charlottenburg nach Südosten ab.
Das heutige Trockental Murellenschlucht stellt eine ehemalige Toteisrinne dar, die sich bis zu 30 Meter tief in die Hügellandschaft einschneidet. Die bis zu 100 Meter breite Schlucht verläuft am Südrand des Gesamtareals und trennte die Murellenberge vom Pichelsberg, der wie die Murellenberge eine Höhe von 62 Metern aufweist und heute fast vollständig überbaut ist. Nach Westen reichte die Abflussrinne ursprünglich über den Havelaltarm Hohler Weg bis zum Stößensee. In der anderen Richtung biegt sie nach Norden ab und setzt sich im Verlandungsmoor und Naturschutz- sowie Natura-2000-Gebiet Fließwiese Ruhleben fort. Der nordwestlich gelegene Schanzenwald gehört bereits zum Talsandbereich der Spreeniederung im Urstromtal. (Zum gesamten Nordband des Teltow und seiner Lage zur Spreeniederung → siehe historische Karte.)

### Findlinge

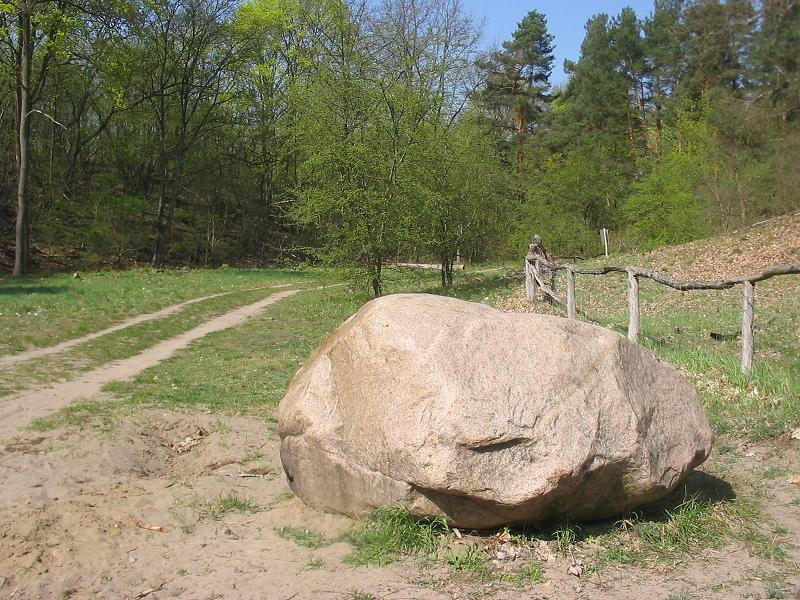
Als Naturdenkmal gelisteter Findling in der Murellenschlucht

Von der landschaftsprägenden Kraft des Eises in den Murellenbergen zeugen zahlreiche Findlinge. Zwei der erratischen Blöcke stehen als Naturdenkmal (NDM) unter Schutz: der eine liegt in der Murellenschlucht (NDM VII-6F), der andere (NDM VII-5F) wurde 1968 von der Murellenschlucht auf die Wiese am südlichen Ausgang des hochgelegenen U-Bahnhofs Ruhleben gebracht. Während die Findlinge der Schlucht und der Berge ansonsten hauptsächlich aus Granit bestehen, ist der Stein am Bahnhof aus grauem, mittelkörnigen Sandstein (sogenanntem Braunkohlenquarzit) aufgebaut. Da Geschiebe aus diesem weichen Material nach einer Verdriftung aus Skandinavien in der Regel höchstens Kopfgröße aufweist, kann der rund 1,2 m³ große Brocken anders als Granit- oder Gneisfindlinge nicht einen derart weiten Weg zurückgelegt haben. Fachleute vermuten daher die Region um Stettin oder Bad Freienwalde als Herkunftsort. Seine Abmessung beträgt 1 m × 1 m × 1,2 m und die des Findlings in der Schlucht, der wahrscheinlich aus Biotitgneis oder Alkaligranit besteht, 1,5 m × 1,5 m × 1 m.

### Klima
Die Murellenberge und der Schanzenwald liegen in einer gemäßigten Klimazone im Übergangsbereich vom atlantisch geprägten Klima Nord-/Westeuropas zum kontinentalen Klima Osteuropas. Das Klima entspricht dem der Berliner Stadtrandlagen. Dabei gehören Teile der Murellenschlucht, die einmal der Kuhle Grund geheißen haben soll, zu einer der innerstädtischen „Kälteinseln“.
Siehe auch: Abschnitt Klima im Artikel Berlin

## Naturräumliche Entwicklung und urbane Eingriffe
Durch zunehmende Bebauung hat die eiszeitlich geprägte Landschaft der Murellenberge im letzten Jahrhundert ihre Anbindung an die umliegenden Landschaftsteile und „ihren ursprünglichen Charakter in vielen Bereichen verloren.“

### Verlorene Anbindung an den Grunewald (Süden)

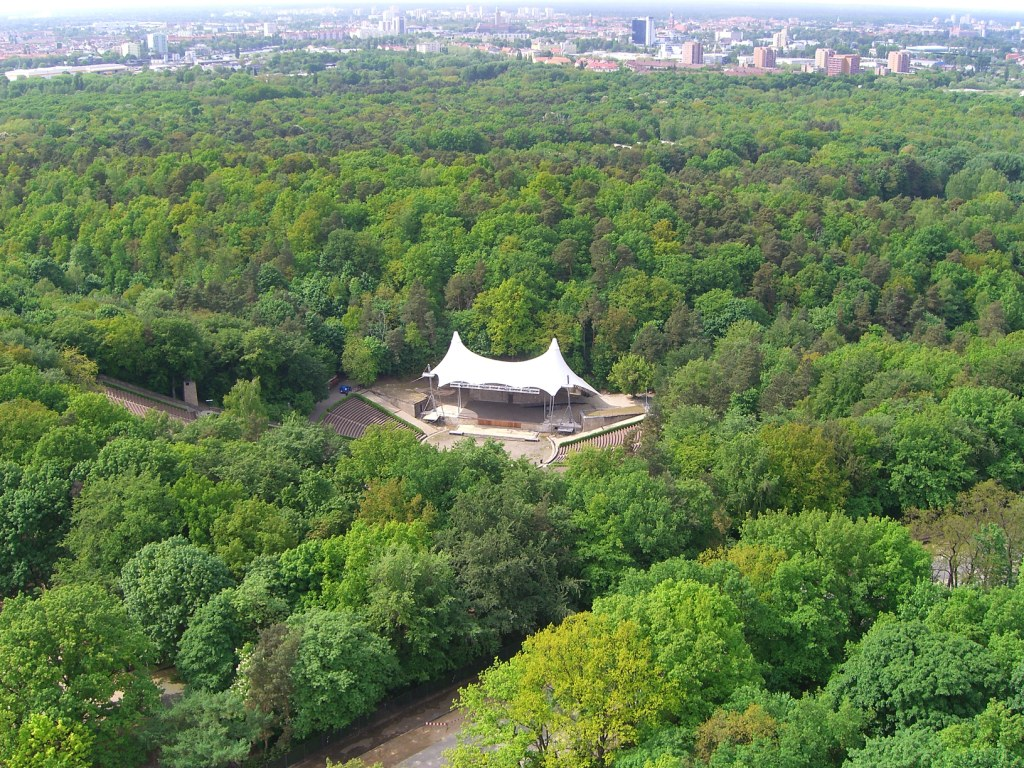
Blick vom Glockenturm auf die Berliner Waldbühne, Murellenschlucht, -Berge und Schanzenwald

Die Nordgrenze des Forsts und Landschaftsraums Grunewald wird heute in der Regel mit der Heerstraße gezogen, sodass die nördlich der Straße liegenden Murellenberge vom Grunewald ausgespart sind. Früher gehörten die Berge, die Schlucht und der Schanzenwald zum Forst beziehungsweise zur Teltower Heide und Spandower Heide, wie der Grunewald vorher hieß. So bezeichnet die Preußische Kartenaufnahme von 1835 die Murellenschlucht als Tal innerhalb der Spandauer Heide. Die Abtrennung der Murellenberge vom heutigen Landschaftsraum Grunewald erfolgte ab 1907 mit dem Bau der Rennbahn Grunewald und des Deutschen Stadions auf ehemaligem Grunewaldgelände und dem gleichzeitigen Bau der Heerstraße und der Spandauer Vorortbahn, die den ausgedehnten Naturraum des Grunewalds von West nach Ost durchschnitten. Weitere Bauten zu den Olympischen Spielen 1936, insbesondere im Bereich der Glockenturmstraße, verengten die Waldverbindung. Mit dem Bau der Hochhaussiedlung an der Angerburger Allee in den 1960er Jahren ging die direkte Grünverbindung des Areals Murellenberge/Schanzenwald an den Grunewald endgültig verloren. Forstamtlich ist das Areal allerdings nach wie vor dem Grunewald zugeordnet, indem es zur Revierförsterei Saubucht gehört.
Im Zuge der Baumaßnahmen zu den Sommerspielen 1936 entstand im Ostteil der Murellenschlucht unter der Leitung von Werner March nach Plänen von Conrad Heidenreich die Waldbühne, eine Freilichtbühne mit Platz für 22.000 Zuschauer. Der Bau in Form eines natürlichen Talkessels bedeutete einen erheblichen Eingriff in den Naturraum, auch wenn die natürlichen Hangneigungen der Murellenberge weitgehend beibehalten wurden. Die Südböschung und Teile der Schlucht wurden zwischen 1948 und 1950 zudem mit Trümmerschutt verfüllt. Auf der Aufschüttung stehen heute die neue Eissporthalle und die Zentral-Gebäude des darunter angelegten Erdgasspeichers Berlin der Gasag.

### Trennung von Tiefwerder (Westen)
Westlich des Areals schließen sich Tiefwerder und das Landschaftsschutzgebiet Tiefwerder Wiesen an, eines der letzten Berliner Überschwemmungs- und Laichgebiete für den Hecht. Das von Havelaltarmen durchzogene Naturschutzgebiet reicht zwar auf 100 Meter an das Areal Murellenberge / Schanzenwald heran, dennoch stellen die Havelchaussee und der Bahndamm eine naturräumliche Barriere zwischen den Gebieten dar. Der Bau der Havelchaussee zwischen 1876 und 1885 als Wald- und Verbindungsweg von der Gemeinde Zehlendorf nach Spandau brachte den ersten großen Einschnitt in den westlichen Naturraum des Areals. Die Anlage der Chaussee erfolgte in diesem Bereich parallel zum Alten Postweg. Zwischen dem Postweg und der Chaussee wurde dann ab 1907 der endgültig trennende Damm der Spandauer Vorortbahn, bekannt auch als „Olympiabahn“, aufgeschüttet. Die Anlage der heutigen S-Bahn erfolgte im Zuge der Vorbereitungen zu den Olympischen Sommerspielen, die bereits für 1916 geplant waren, wegen des Ersten Weltkriegs ausfielen und erst 20 Jahre später in Berlin stattfanden. Der Alte Postweg verläuft seitdem östlich neben der S-Bahn-Trasse und bildet heute den westlichsten Wanderweg im Schanzenwald.

### Ehemalige Nordbegrenzung Elsgraben

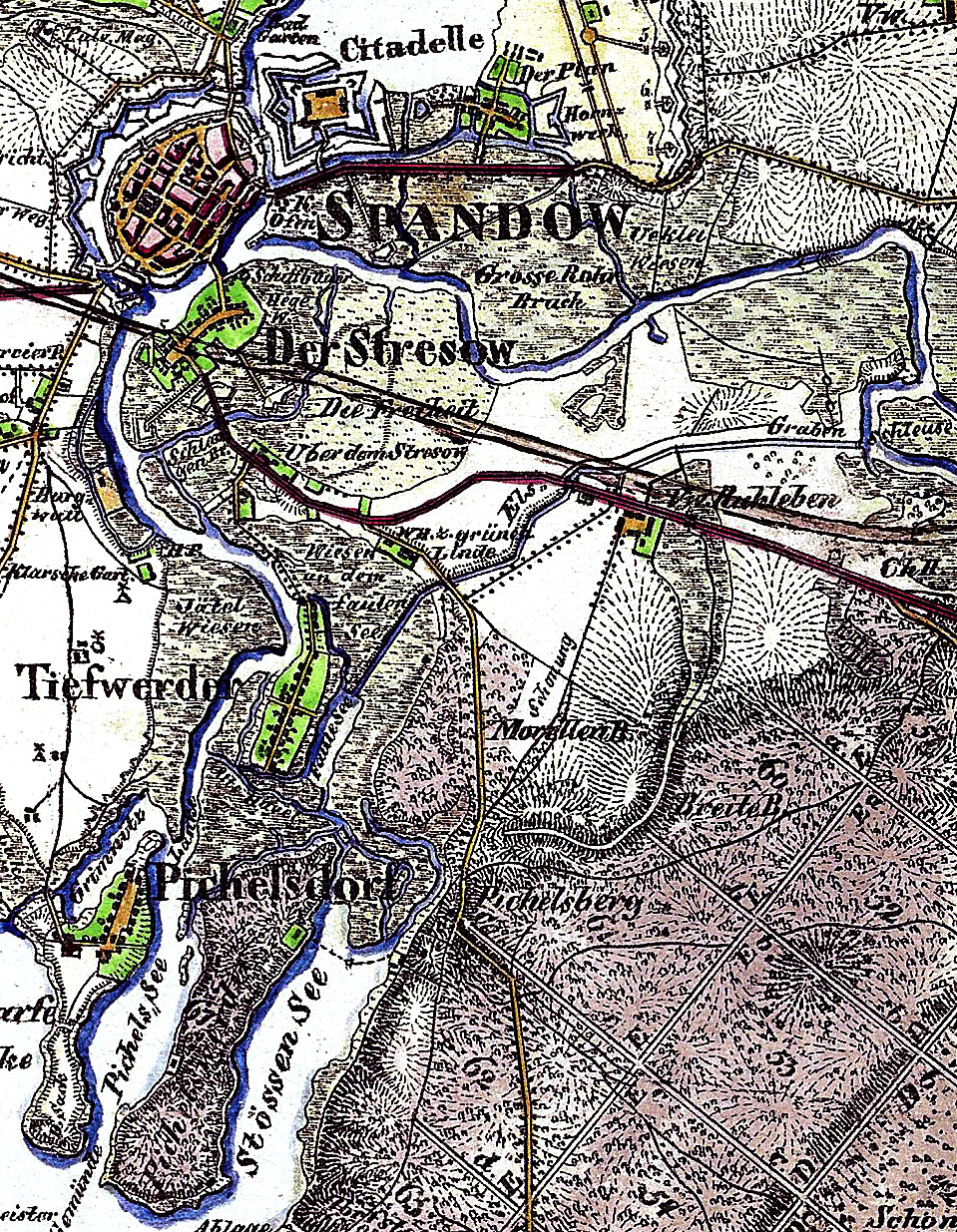
Murellenberge (hier noch Morellenberge), Schlucht und Wald mit dem Elsgraben auf einer Karte von 1842 (Ausschnitt)

Eingriffe in den Nordbereich des Schanzenwalds erfolgten bereits 1840 mit der Errichtung von Kasernen, Schießständen und den namengebenden Schanzen. Nach dem Zweiten Weltkrieg wurde das Gelände von der britischen Besatzungsmacht als militärisches Übungsgelände genutzt. Seit 2007 ist es als zurückgewonnene Erholungsfläche wieder öffentlich zugänglich. Ein Teil wurde dem NSG Murellenschlucht und Schanzenwald eingegliedert. (→ siehe Kapitel „Schanzenwald“.) Nordöstlich neben dem ehemaligen Militärgelände befindet sich ein noch heute von der Polizei genutztes Übungsgelände, dem nach Norden der 1952 angelegte Friedhof Ruhleben folgt. „Das Konzept eines im umgebenden Gelände integrierten ‚offenen Friedhofes‘ wurde nicht realisiert.“
Noch vor dem Bau der Kasernen und Schanzen entstand ab 1832 der Elsgraben, der für ein Jahrhundert die Nordgrenze des Hügelgeländes bildete. Der Wassergraben verband die (alte) Spree gegenüber der damaligen Otternbucht (ungefähr in Höhe des heutigen Heizkraftwerks Reuter) mit dem Faulen See in Tiefwerder, der wiederum über mehrere Havelaltarme und den Stößensee – noch heute – mit der Havel verbunden ist. Der bis 1886 schiffbare Graben sollte Spandau bei Hochwasser schützen, indem er das Wasser bereits vor der Stadt zur Havel leitete. Zudem sollte er die umliegenden Gebiete entwässern und einer besseren landwirtschaftlichen Nutzung zuführen. In Zusammenarbeit mit Borsig ließ Friedrich Neuhaus die erste deutsche schmiedeeiserne Gitterbrücke über den Elsgraben bauen. Mit der Kanalisierung der Unterspree in den 1880er Jahren verlor der Elsgraben seine Bedeutung und wurde bis etwa 1930 nach und nach zugeschüttet. Seinem Verlauf folgen heute in etwa der Hempelsteig und der Elsgrabenweg im Spandauer Teil von Ruhleben, der im Berliner Stadtbild die letzte Erinnerung an den Graben darstellt.
Die Anlage des Elsgrabens hatte erheblichen Einfluss auf den Wasserhaushalt der Murellenberge und der Murellenschlucht. Insbesondere über die Fließwiese Ruhleben entwässerte die Region in den Graben mit der Folge, dass der Wasserstand des Verlandungsmoores sank. Die Entwässerung ist seit der Aufschüttung des Hempelsteigs im Jahr 1936 mit dem Aushub aus der Waldbühne unterbrochen.

### Einbindung des Naturdenkmals Murellenteich (Nordosten)
Das Nordband der Teltowkante erreicht rund 1 1⁄2 Kilometer nordöstlich der Murellenschlucht und 700 Metern östlich der Fließwiese Ruhleben den Murellenteich. In der Niederung unterhalb der Plateaukante entstand in den 1920er Jahren auf dem Gelände eines ehemaligen Schießplatzes die Siedlung Ruhleben mit ein- und zweigeschossigen Häusern. Südlich davon auf dem Plateau wurde zeitgleich das Deutsche Sportforum auf dem heutigen Olympiagelände errichtet. So ist die baumbestandene Senke des Naturdenkmals Murellenteich nur mehr durch den schmalen, bewaldeten Hang zwischen Siedlung und Sportforum an die Murellenberge angebunden. Die historische Karte von 1842, die das Gebiet noch ohne jede Bebauung zeigt, verdeutlicht den ursprünglich zusammenhängenden Naturraum.

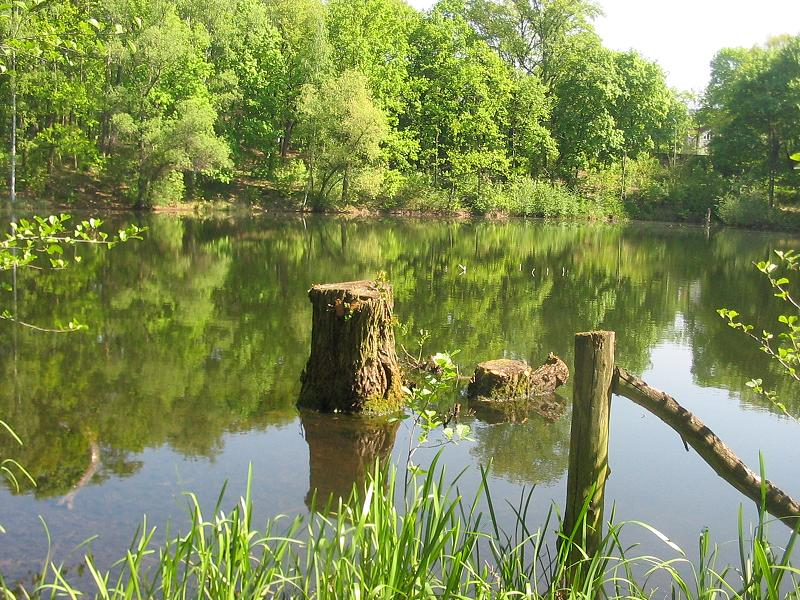
Murellenteich bei der Siedlung Ruhleben

Das Land Berlin rechnet das Naturdenkmal dem Waldgelände der Hügellandschaft zu und führt es in seiner Darstellung des NSG Murellenschlucht und Schanzenwald mit an: „In seiner Ausdehnung stellt der strukturreiche Laubmischwald, der sich vom Murellenteich nach Westen über die Murellenschlucht, den Murellenberg und den nördlich angrenzenden Schanzenwald bis zum Polizeigelände erstreckt, für Berliner Verhältnisse eine Besonderheit dar.“ Im Biotop- und Artenschutz führt die Senatsverwaltung für Stadtentwicklung und Umweltschutz den Teich unter der Rubrik „Naturschutzgebiete/Naturdenkmale mit flächenhafter Ausprägung“ als Typ „PfW“. Dabei steht „Pf“ für „Pfuhle und andere Kleingewässer“ und „W“ für „Arten der Wälder (Wälder/Waldparkanlagen innerhalb siedlungsgeprägter Räume)“ Der damals noch deutlich größere Teich wurde bis 1935 als Militärbadeanstalt genutzt und verfügte über einen langen Badesteg und einen Sprungturm.
Durch eine Unterführung unter dem Hamburger Stadtbahnanschluss hindurch war der Murellenteich mit der Ausflugsgaststätte Spandauer Bock verbunden, die sich aus einem 1840 eröffneten kleinen Ausschank des Bierbrauers Conrad Bechmann entwickelte. Gegenüber auf der Nordseite des Spandauer Damms auf der sogenannten Spandauer Spitze, befand sich Bechmann Brauerei, die Spandauer Berg-Brauerei, sowie der zweite Teil der Gaststätte, im Volksmund nach dem weiblichen Gegenstück zum Bock Zibbe genannt. Eine der Attraktionen der Ende der 1930er Jahre eingegangenen Gaststätte war der imposante Ausblick ins Tal der Spree. Östlich daran anschließend ließ der Zeitschriftenverleger Ludwig von Schaeffer-Voit 1867/1868 von Carl Schwatlo das sogenannte Schloss Ruhwald erbauen und einen großzügigen Landschaftspark, den heutigen Ruhwaldpark, anlegen; 1952 wurde die klassizistische Villa abgetragen.

„Der sonst kilometerweit vom Flussbett der Spree entfernte Steilhang der Teltowhochfläche tritt an dieser Stelle ungewöhnlich nah an den Fluss heran. So war es möglich, die Villa auf die Hangkante zu stellen, 30 Meter über dem Wasser und mit einer grandiosen Aussicht. Noch 1937 waren Durchblicke auf das Spree- und Haveltal bis zum Tegeler See möglich. […] Seine hervorragende Lage ist nicht mehr erlebbar, weil alle Aussichten zugewachsen sind.“

Die größte Annäherung an die Spree erreichte die Teltownordkante weitere rund 600 Meter nordöstlich an einem 1818 erbauten, ehemaligen Schützenhaus westlich der heutigen Rohrdammbrücke. Nahe der historischen Mineralwasserquelle Fürstenbrunn gelegen, erhielt der vorgelagerte Teltowhügel 1879 den Namen Fürstenbrunner Höhe und später Spandauer Berg, wobei nicht ganz sicher ist, ob der Spandauer Berg die Fläche der sogenannten Spandauer Spitze mit einbezog. Im Zuge des Stadtbaus wurde der Spandauer Berg „reguliert“, wie das Lexikon Berliner Straßen vermerkt.

### Schanzenwald

#### Militärische und polizeiliche Nutzung

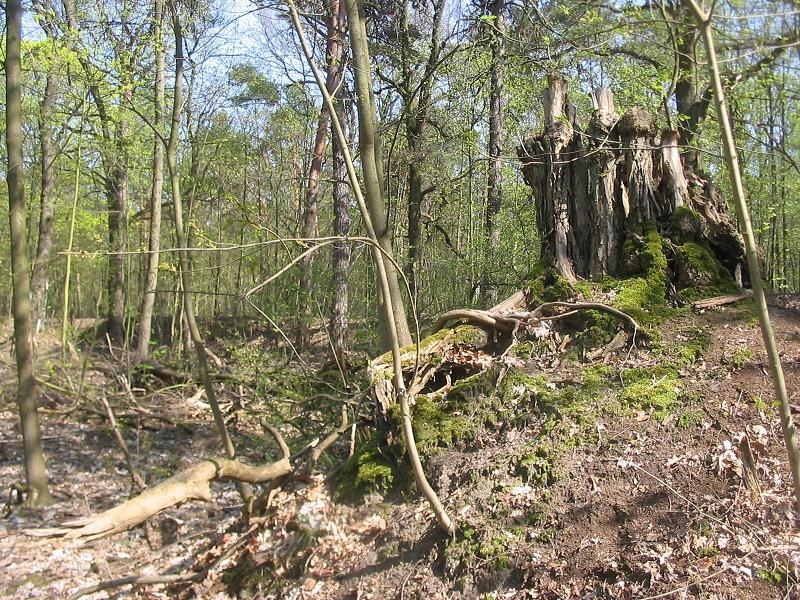
Schanzenwald

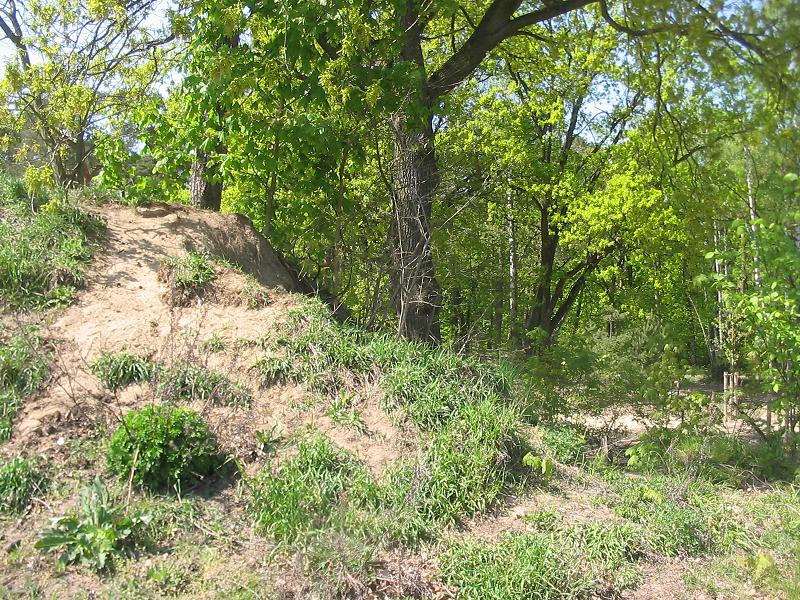
Schanzenwald

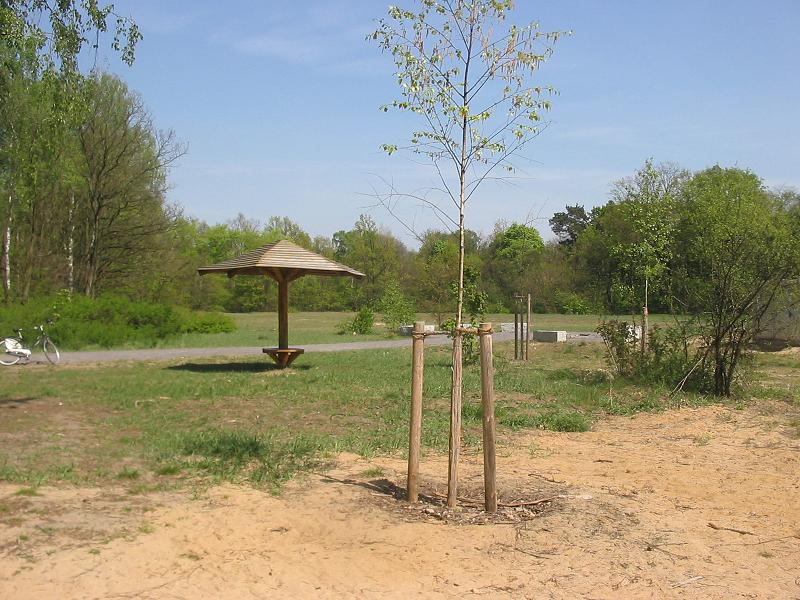
Renaturierter Teil an der ehemaligen Großen Schießwiese

Die ersten militärischen Anlagen bei den Murellenbergen, zu dieser Zeit noch Spandauer Gebiet, mit Kasernen und Schießständen entstanden um 1840. 1855 nahm die Gewehr-Prüfungskommission auf dem Gelände die Arbeit auf, aus der die Königliche Infanterie-Schieß-Schule Ruhleben hervorging. Das Preußische Militär errichtete in dieser Zeit zudem ringförmig um die Altstadt Spandau und die Zitadelle Schutzwälle und Schanzen. In den 1850er Jahren wurden im Rahmen der Stresow-Befestigung zwei vorgeschobene, äußere und alleinstehende Lünetten am Elsgraben gebaut: die Ruhlebener Schanze nördlich der Mündung des Fließes aus der Murellenschlucht in den Elsgraben und die dem Wald namengebende Teltower Schanze oder Teltower Brück Schanze in der Nordwestecke des heutigen Schanzenwaldes. Beide Schanzen erhielten einen zweigeschossigen Reduit, der sowohl für Gewehr als auch für Geschützverteidigung geeignet war. Diese Befestigungsmethode war zwar spätestens Ende des 19. Jahrhunderts veraltet, dennoch wurde der Schanzenwald für rund 150 Jahre ununterbrochen als militärisches und später polizeiliches Übungsgelände und Schießplatz genutzt. Auf dem Sportplatz Teltower Schanze (Tennisplatz) im Eck Havelchaussee/Elsgrabenweg ist noch ein denkmalgeschützter Rest (Schanze, Graben, Hohlschutzraum und Befestigungsanlage) des Reduitbaus vorhanden.
Nach dem Zweiten Weltkrieg übernahmen die britischen Alliierten das Sperrgebiet, die es 1994 an die Berliner Polizei übergaben. Nach zähen Verhandlungen einigten sich die Senatsverwaltungen für Inneres und Stadtentwicklung 2004 darauf, die Fläche den Berliner Forsten zu übertragen. Lediglich ein kleiner Restbereich im Norden mit einem Munitionsdepot und der sogenannten Fighting City, in der das britische Militär den Häuserkampf trainierte, blieb bei der Polizei. „Das Kampfdorf wurde von den Briten zur Übung des Häuserkampfs errichtet. Es sind typische städtische Situationen nachgebaut: kleine Häuser, Hochhäuser, eine Kirche, Supermarkt, Tankstelle, Telefonzellen, ein Bahndamm mit ein paar U-Bahnwagen darauf […] Das Übungsgeschehen konnte über Videokameras und Lautsprecher von einer Zentrale aus beobachtet und gelenkt werden.“ Heute bildet die Polizei Sondereinheiten wie das SEK oder den Personenschutz in der Fighting City aus.

#### Renaturierung 2007, Ersatzmaßnahme der Deutschen Bahn
Zur Renaturierung des Übungsgeländes wurden „umfangreiche Maßnahmen zur Sicherung und Beseitigung von Gefahrenstellen, Entsiegelung von Wege- und Platzflächen, Abbau von Einfriedungen, Wiederherstellung des Landschaftsbildes und zur Erschließung und Gestaltung des Gebietes“ durchgeführt. Dabei entsiegelte und renaturierte die Berliner Forstverwaltung eine Fläche von 9.400 Quadratmeter, darunter 6.850 m² Wege- und Platzflächen aus Asphalt, Beton und Betonsteinverbundpflaster sowie 2.000 m² massive Gebäude wie Holz- und Metallbaracken und entfernte 2.600 Meter Zaunanlagen, 2.000 m² Schießschutzstände und -mauern sowie 20.800 t Abfälle und Abbruch, davon 6.500 t gefährliche.
Die Finanzierung der Maßnahme erfolgte in Höhe von rund 830.000 Euro durch die DB ProjektBau. Die Tochtergesellschaft der Deutschen Bahn hatte sich zu der Übernahme als naturschutzrechtliche Ersatzmaßnahme für die Beeinträchtigungen in Natur und Landschaft durch das Bauvorhaben der Schnellfahrstrecke Hannover–Berlin, Planfeststellungsabschnitt 1E, gerichtlich verpflichtet. Begleitend wurden Mittel aus dem Umweltentlastungsprogramm der EU (2006) und dem Land Berlin in Höhe von rund 760.000 Euro und weitere 56.000 Euro durch das Bezirksamt Charlottenburg-Wilmersdorf für den Abriss und die Entsorgung der stark belasteten Materialien eingesetzt.
Am 28. November 2007 übergab die Umweltstadträtin des Bezirks der Öffentlichkeit die rund 38 Hektar große neue Erholungsfläche, die zudem bis 2009 ein neues Wegenetz erhielt. Zu den Ersatzmaßnahmen der DB gehörte ferner die Öffnung der südlich der Heerstraße am Stößensee gelegenen Waldfläche Am Rupenhorn. Diese Maßnahme führte zur Verlängerung des Havelhöhenwegs bis zur Heerstraße und zu seinem Anschluss an das NSG Murellenschlucht und Schanzenwald, sodass die Verbindung der Murellenberge mit dem Grunewald per Wanderweg wiederhergestellt ist.

## Erschießungsstätte und Mahnmal
Neben den urbanen Eingriffen in den Naturraum prägte die Hinrichtungsstätte der NS-Militärjustiz die Geschichte der unbesiedelten Murellenberge.

### Hinrichtungsstätte der NS-Militärjustiz
Entgegen anderslautenden Darstellungen erfolgten die Erschießungen sehr wahrscheinlich nicht direkt in der Murellenschlucht. Nach einer Ortsbegehung im Jahr 1995 mit Zeitzeugen und einer topografischen Analyse kommen als Ort eher eine Fläche nahe dem heutigen Munitionsdepot oder eine Sandgrube im Schanzenwald in Frage. In der Endphase des Zweiten Weltkriegs verhängten das Zentralgericht des Heeres, das fliegende Standgericht des Heeres und andere Kriegsgerichte über 230 Todesurteile, die auf diesem Erschießungsplatz V der Wehrmacht im Standort Berlin, in der Regel unverzüglich, vollstreckt wurden. Die Urteile, gegen die Rechtsmittel nicht zugelassen waren, galten überwiegend deutschen sogenannten Wehrkraftzersetzern und Deserteuren der Wehrmacht. In Einzelfällen waren auch in die deutsche Wehrmacht zwangsrekrutierte Elsässer französischer Staatsangehörigkeit betroffen. Aktenstudien ergaben, dass darunter ausschließlich politisch motivierte Todesurteile waren, wie bei dem Berufsoffizier und Widerstandskämpfer des 20. Juli 1944 Gustav Heisterman von Ziehlberg. Nach bisherigen Analysen wurden hier zwischen dem 12. August 1944 und dem 14. April 1945 232 Personen erschossen, doch ist von einer höheren Dunkelziffer auszugehen. So sprach der Pfarrer der evangelischen Dorfkirche Staaken in einem Referat 1995 von über 300 Hinrichtungen. 117 der Ermordeten fanden auf dem Spandauer Friedhof In den Kisseln, 81 in Engelsfelde bei Seeburg in nicht gesondert gekennzeichneten Gräbern ihre letzte Ruhestätte.

### Denkzeichen

#### Wettbewerb und Realisierung

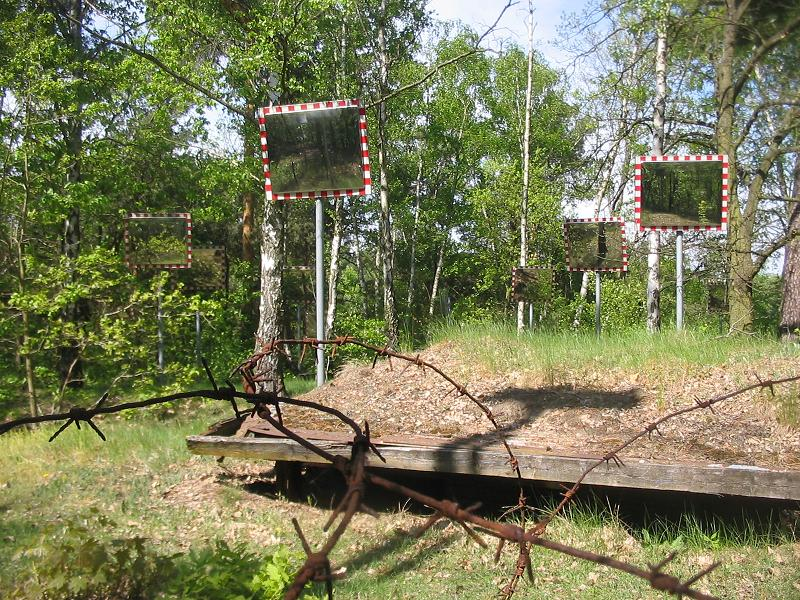
Denkzeichen an der wahrscheinlich authentischen Erschießungsstätte auf den Murellenbergen

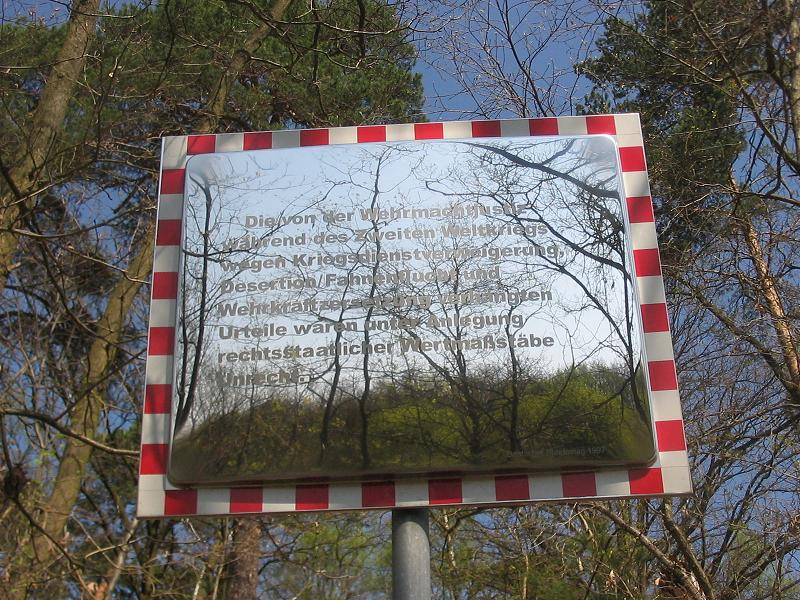
Denkzeichen mit Inschrift

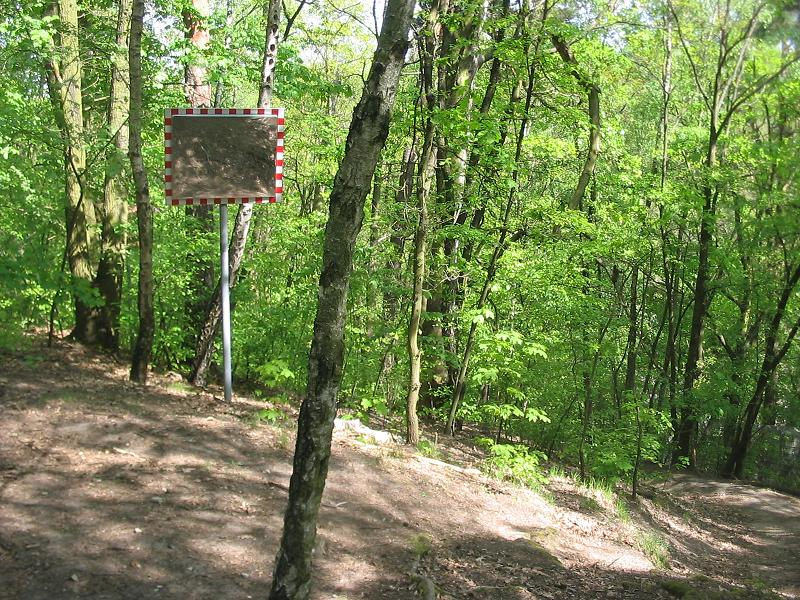
Denkzeichenweg auf den Murellenbergen

Nach der Berliner Bewerbung für die Olympischen Sommerspiele 2000, bei der das olympische Dorf auf dem Gelände des Schanzenwaldes errichtet werden sollte, gründete der Pfarrer der Kreissynode Charlottenburg, Manfred Engelbrecht, 1994 die Arbeitsgruppe Murellenschlucht/Olympiagelände mit dem Ziel, einen Gedenkort für die Opfer der NS-Militärjustiz zu schaffen. 1997 einigten sich die Arbeitsgruppe und die Bezirksversammlung Charlottenburg auf einen Entwurf des Architekten und Künstlers Wolfgang Göschel, Mitglied der Architektengruppe Wassertorplatz. Das Mahnmal aus drei stilisierten Hinrichtungspfählen aus Stahl sollte stellvertretend für alle Opfer die Biografien von drei Ermordeten wiedergeben. Als Standort war der Weg zur Waldbühne vorgesehen. Hier sollte das Mahnmal mit der Nazi-Architektur der 1936er Jahre Olympiabauten korrespondieren. Das Projekt scheiterte an Geldmangel.
Im Jahr 2000 lud dann die Senatsverwaltung für Stadtentwicklung neun Künstler zu einem Wettbewerb für die Denkzeichen zur Erinnerung an die Ermordeten der NS-Militärjustiz am Murellenberg ein. Die Jury entschied sich im Jahr 2001 für den Entwurf der argentinischen, in Berlin lebenden Künstlerin Patricia Pisani. Ausgehend von der Glockenturmstraße stellte Patricia Pisani entlang des Waldweges 104 Verkehrsspiegel auf, deren Zahl sich hin zur wahrscheinlich authentischen Erschießungsstätte am Munitionsdepot verdichtet.

„Die Installation dieser im Straßenverkehr bekannten Objekte weckt in der ungewohnten Umgebung des Waldes Aufmerksamkeit und Neugier. Auf einer sinnbildlichen Ebene verweisen sie auf eine Gefahr und warnen: Hier Vorsicht! Eingravierte Texte auf ausgewählten Spiegeln schlagen die Brücke zu den historischen Ereignissen und stellen Bezüge zur Gegenwart her. Visuell überlagert werden die Texte mit Spiegelungen der Passanten, des Waldes und des authentischen Erschießungsplatzes.“

Patricia Pisani begründet ihre Überlegungen zur Wahl der Verkehrsspiegel als Kunstobjekt unter anderem damit, dass Verkehrsspiegel zeigen, „was um die Ecke passiert, eine Gefahr oder eine Bedrohung, die sich an einer unübersichtlichen Stelle möglicherweise nähert, aber noch nicht zu sehen ist. Sie zeigen etwas, vom momentanen Standort aus nicht sichtbares: um die Ecke, in die Vergangenheit, in die Zukunft.“ Die 15 mit lasergravierten Texten versehenen Spiegel verweisen auf die Geschichte, den Ort, die NS-Urteile und -Gesetze und gewinnen zum Ort des Geschehens hin eine zunehmend persönliche Ebene mit Zitaten unmittelbarer Erlebnisse von Zeitzeugen, darunter:

„Ein Urteil wurde verlesen und drang in Bruchstücken zu mir hinüber Der Obergefreite […] Jahre alt […] wegen Fahnenflucht […] zum Tode […], der Maat […] Jahre alt […] gerichtet […] wegen Feigheit vor dem Feinde […] zum Tode durch Erschießen […]“

Zur Einweihung der Installation am 8. Mai 2002 leitete Ludwig Baumann, Wehrmachtsdeserteur und Vorsitzender der Bundesvereinigung Opfer der NS-Militärjustiz, seine Rede mit dem Zitat Hitlers ein: „Der Soldat kann sterben, der Deserteur muss sterben.“

#### Kritik: Gedenken zweiter Klasse
Ludwig Baumann kritisierte in seiner Einweihungsrede des Flächenmahnmals, dass ein Gedenken am authentischen Ort nicht möglich ist. Baumann verwies darauf, dass der Ort am Munitionsdepot nach wie vor zum eingezäunten Polizeigelände gehöre. Allerdings war der Ort vom Denkzeichenweg aus einsehbar, da er in der äußersten Südostecke des Übungsgeländes dicht am Zaun lag. Initiativen, den Platz begehbar zu machen, scheiterten zunächst an der Senatsverwaltung für Inneres. Lothar Eberhardt, der die NS-Erinnerungsarbeit seit Jahren kritisch begleitet, bezeichnet das Mahnmal als „Gedenken zweiter Klasse“. Statt dass der Entwurf Wolfgang Göschels auf dem für viele gut sichtbaren Weg zur Waldbühne realisiert worden wäre, habe sich der Senat für Denkzeichen entschieden, die „im Wald versteckt“ seien. Zu dieser Kritik ist anzumerken, dass ein weiterer Verkehrsspiegel im Stadtraum am ehemaligen Reichskriegsgerichtsgebäude steht und auf das Denkzeichen am Murellenberg verweist.
Inzwischen wurde das gesamte Areal des ehemaligen Munitionsdepots bis hin zum Zaun der Fighting City vollständig geräumt, renaturiert und für die Öffentlichkeit freigegeben. Der vorher unzugängliche Erschießungsort der Wehrmacht ist somit für jedermann erreichbar. Vom Schanzenwald aus über den südlichen Teil der Großen Schießwiese ist das Gebiet außerdem durch einen zusätzlich angelegten Weg von dieser Seite erschlossen worden.

## Naturschutz, Flora und Fauna

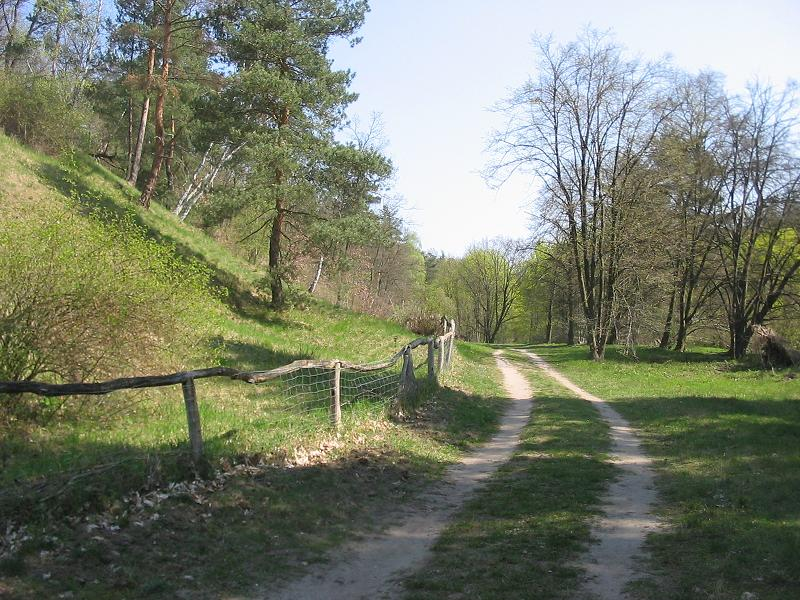
Südhang der Murellenschlucht

In der Hügelregion bieten steile Hänge mit Südexposition einer an trockenwarme Verhältnisse angepassten Flora und Fauna selten gewordene Lebensräume. Hier kommen 92 überwiegend gefährdete Bienen- und Wespenarten vor. Die als gesondertes Naturschutzgebiet ausgewiesene Fließwiese Ruhleben wiederum prägt der Bestand an seltenen Wasserpflanzen, ein Schwarzerlenbiotop und der Amphibienreichtum, darunter insbesondere des streng geschützten Kammmolchs, der der Fließwiese die Meldung als Natura-2000-Gebiet einbrachte.

### Naturschutzgebiet Murellenschlucht und Schanzenwald

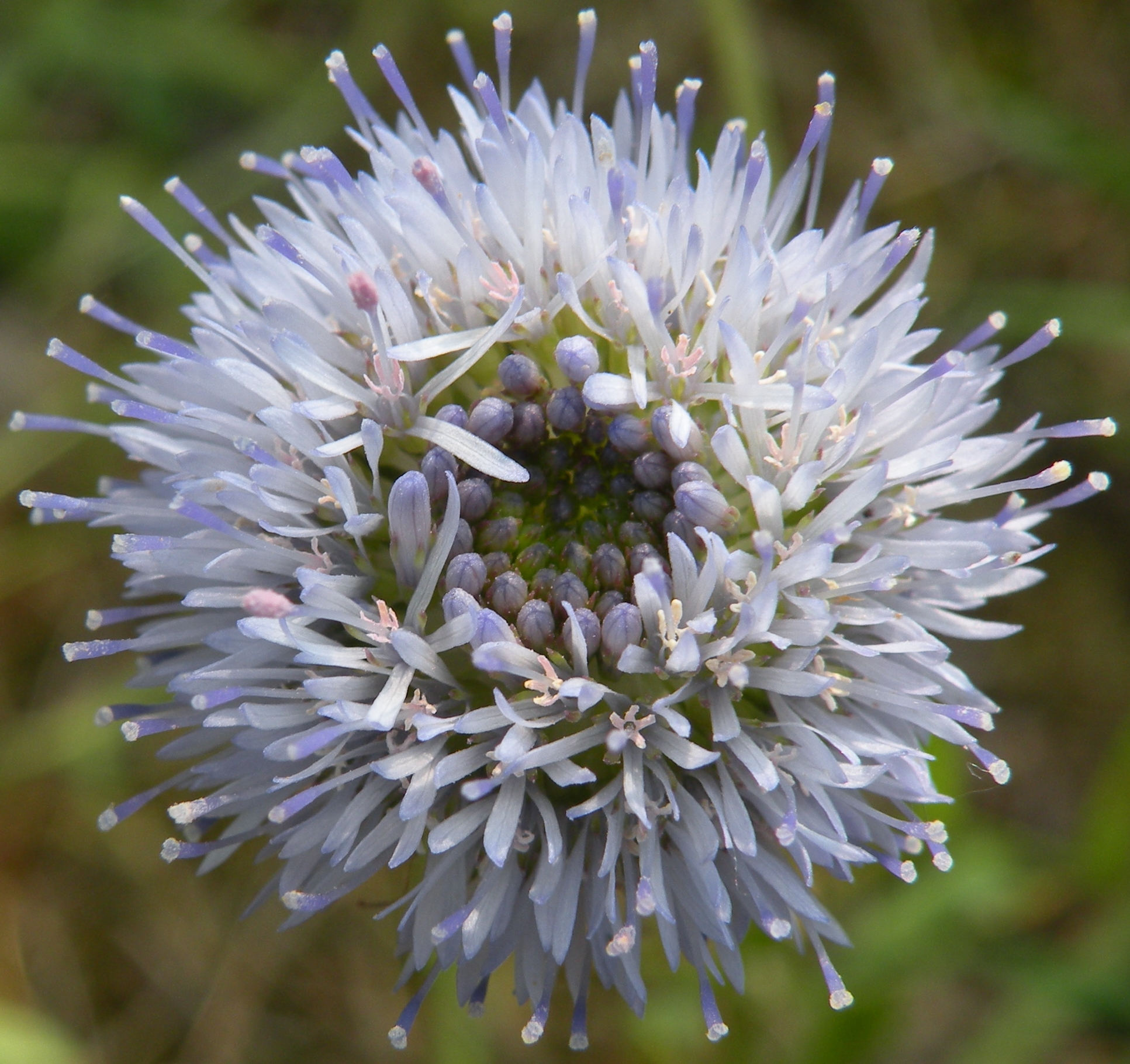
Gefährdetes Berg-Sandglöckchen, Blume des Jahres 1990

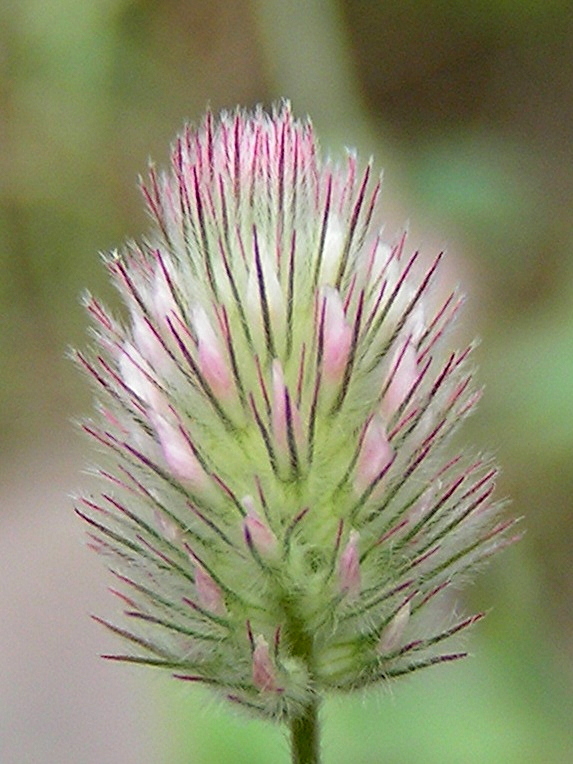
Hasen-Klee

Das Land Berlin stellte den Kernbereich des Gebiets am 26. Januar 1968 als Naturdenkmal und am 10. März 1993 als Berliner Naturschutzgebiet Nr. 18 unter dem Namen Murellenschlucht und Schanzenwald mit 28,5 ha unter Schutz. Im § 3 führt die Verordnung über das Naturschutzgebiet Murellenschlucht und Schanzenwald im Bezirk Charlottenburg von Berlin als Schutzzweck an:

„Das in § 2 bezeichnete Gebiet wird geschützt, um

1. die Lebensgemeinschaften
a) der Murellenschlucht als in Berlin sehr selten gewordenen trockenwarmen Lebensraum

b) des angrenzenden Kiefern- und Eichenwaldes des Murellenberges und des Schanzenwaldes zu erhalten;

2. vom Aussterben bedrohten Tierarten eine dauerhafte Existenz zu sichern und

3. das Gebiet wegen seiner Vielfalt und besonderen Eigenart zu erhalten.“

### Flora
Sandtrockenrasenflächen mit einer gemischten Saum- und Gebüschflora dominieren nicht nur die südexponierten Hangbereiche der Schlucht, sondern unterbrechen auch in den Murellenbergen und dem Schanzenwald, hier insbesondere auf der ehemaligen Großen Schießwiese, das Landschaftsbild. Bemerkenswert ist das Vorkommen der Sand-Strohblume. Der gold- oder zitronengelb blühende Vertreter aus der Familie der Korbblütler gilt als gefährdet und ist nach der Bundesartenschutzverordnung (BArtSchV) besonders geschützt. Scharfer Mauerpfeffer, Kleines Habichtskraut, Binsen-Knorpellattich und Gewöhnliches Ferkelkraut setzen weitere gelbe Akzente. Hellblau heben sich die Blüten des Berg-Sandglöckchens ab, das trockene Sand-Magerrasen oder kalkarme felsige Stellen bevorzugt und wegen seiner Gefährdung zur Blume des Jahres 1990 gewählt wurde. Rot- und Rosatöne ergänzen Kleiner Sauerampfer, Hasen-Klee, Gemeine Grasnelke und Rotes Straußgras sowie Raublatt-Schwingel. Schaf-Schwingel und die Pionierpflanze Silbergras vervollständigen die Familie der Süßgräser auf den trockenwarmen Standorten.
Die Wälle der ehemaligen Schießbahnen strukturieren den Schanzenwald, in dem sich durch die über 150 Jahre währende Abschottung Biotopqualitäten relativ ungestört entwickeln konnten. Kiefern- und Eichenbestände, einige Exemplare an die 300 Jahre alt, prägen den Wald und die Waldbereiche der Murellenberge. Lichte Stieleichen-Birkenanteile sorgen für Auflockerung. Bemerkenswert sind zudem einige sehr alte Gewöhnliche Traubenkirschen und die alte Eichenallee des ehemaligen Postwegs. Robinien krönen die Kämme mancher Erdwälle. Der Altersaufbau ist sehr gemischt und die Bestände zeichnen sich durch eine starke horizontale Schichtung (Kraut-, Strauch-, Baumschicht) aus. „Damit unterscheidet sich dieser Bereich deutlich von den Baumbeständen des Grunewaldes, die überwiegend aufgeforstet wurden und von ihrer Art her sog. Altersklassenbestände sind. Die Vielfalt der Lebensräume für die einheimische Tierwelt ist dort deutlich geringer und entsprechend auch die Artenzahl.“ Zudem besteht ein hoher Totholzanteil, dem für Lebensgemeinschaften in der Rinde, im Holz, in Baumhöhlen und in Sonderstrukturen wie Saftflüssen oder Brandstellen große Bedeutung zukommt. Viele Insektenarten, wie etwa Ameisen, Hautflügler und Schmetterlinge finden hier ihre Habitatnische. Der überwiegende Teil der Wespen- und Bienenarten ist auf die Zerfalls- und Zersetzungsphasen von Alt- und Totholz angewiesen.

### Fauna

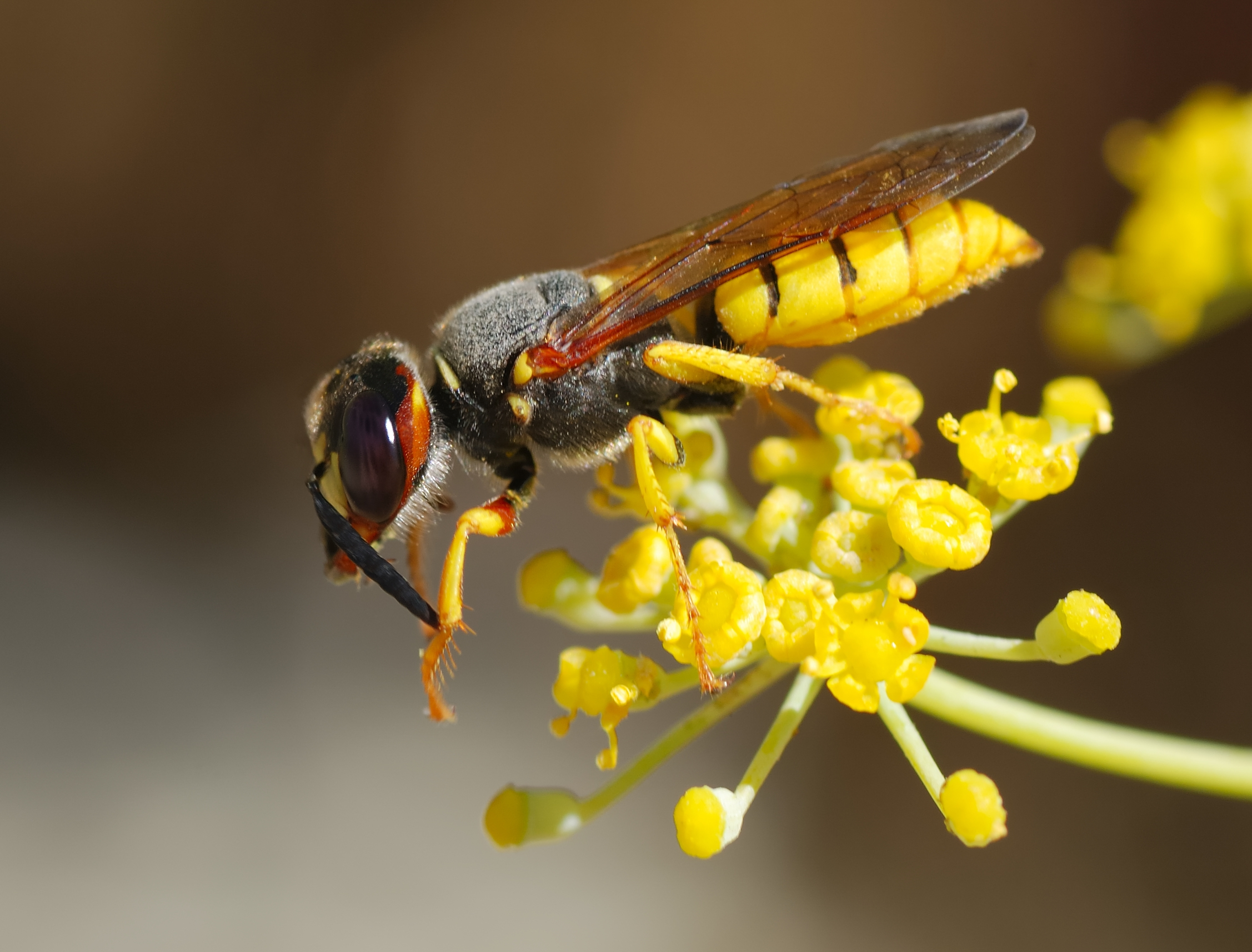
Bienenwolf (Grabwespe)

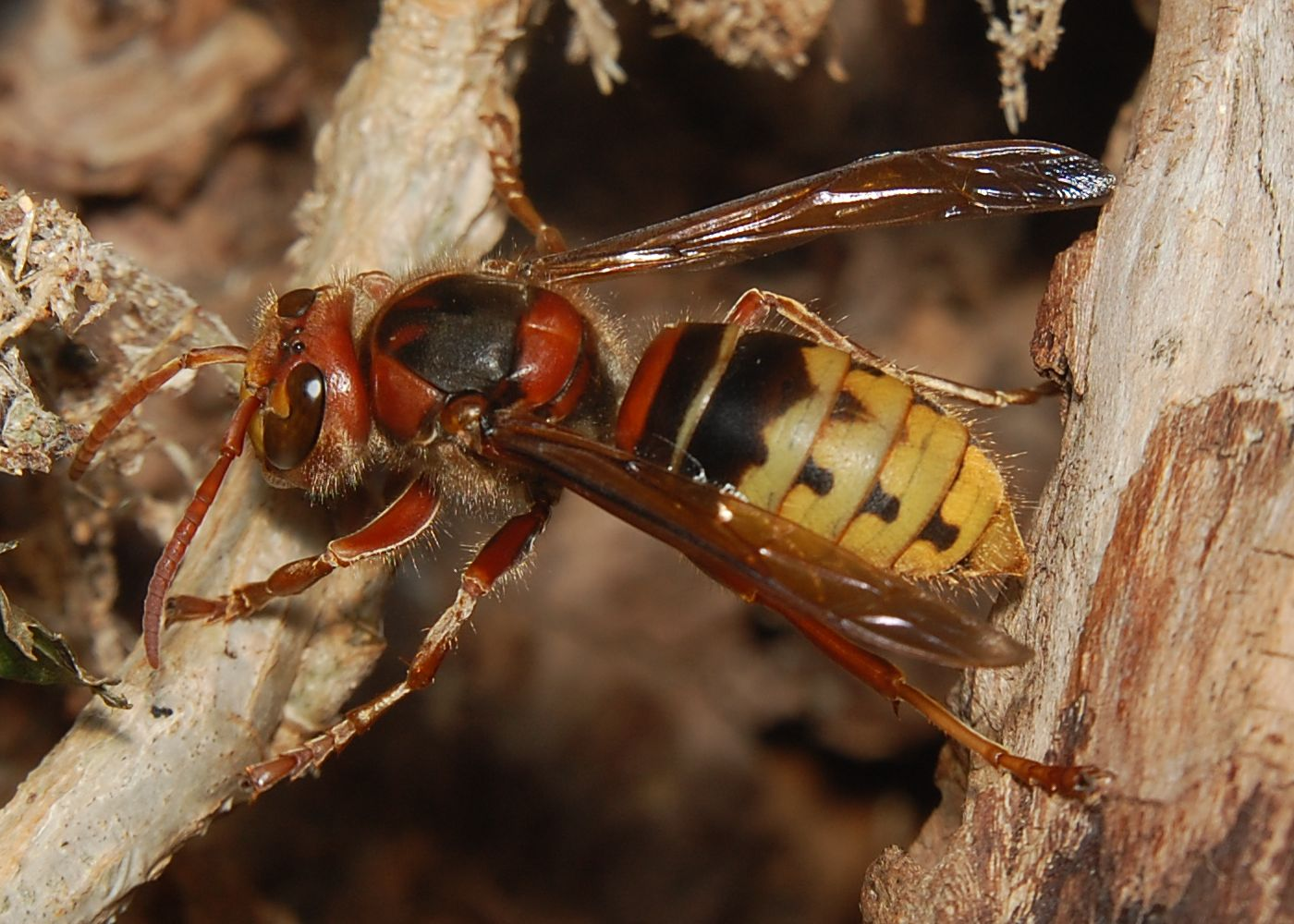
Hornisse

Bestandsuntersuchungen des Zoologischen Instituts an der Freien Universität Berlin ergaben, dass 97 verschiedene fliegende Insektenarten, davon 57 selten oder gefährdet, und elf seltene Schmetterlingsarten in dem strukturreichen Biotop heimisch sind. Insbesondere Hautflügler, die ihre Nester im Boden anlegen und auf trocken-warme Standorte angewiesen sind, finden hier ideale Bedingungen. Dazu zählen Grabwespen wie der Bienenwolf, der Honigbienen als Futter für seine Larven fängt und mit einem Stich durch ein schnell wirkendes Gift bewegungsunfähig macht. Weitere Kuckuckswespen und auch Sozialschmarotzer wie die Kuckuckshummeln, die ihre Jungen von anderen Hummeln aufziehen lassen, leben in dem Gebiet. Hinzu kommen Kuckucksbienenarten wie Wespenbienen oder Blutbienen, ferner Seidenbienen, Furchenbienen und Einsiedlerbienen wie die Kegelbienen. Sämtliche Wildbienen und Hummeln stehen nach der BArtSchV unter Schutz. Aus der Familie der Stechimmen gibt es verschiedene Faltenwespen, darunter die Deutsche, Sächsische und Gemeine Wespe und die zu Unrecht gefürchtete, nach BartSchV besonders geschützte Hornisse, die in Berlin allerdings nicht als gefährdet auf der Roten Liste steht. Spinnentiere und Käfer sind zahlreich vertreten. Bemerkenswert ist, dass die Rote Liste Brandenburg einen heute ausgestorbenen/verschollenen Wasserkäfer anführt, der 1921 am Elsgraben nachgewiesen wurde: den Hakenkäfer Dryops Similaris BOLLOW, einen typischen Fließwasserbewohner.
Die Altholzbestände nutzen zudem Höhlenbrüter für ihren Nestbau. Insgesamt sind in dem Gebiet 65 Vogelarten heimisch. Im Wald dominieren Singvögel und gelegentlich ist das Klopfen eines Buntspechts zu hören. Am Murellenteich stellten Ornithologen 1999 ein Brutpaar der Teichralle fest, die die Rote Liste in der Vorwarnstufe führt (Stand: 2006). Aus der Klasse der Reptilien sind die Blindschleiche und die Zauneidechse vertreten. Ferner besiedeln Wildschweine, Rehe, Rotfüchse und Kleinsäuger wie die Waldspitzmaus die Murellenberge, die Murellenschlucht und den Schanzenwald.

### Pflegemaßnahmen
Zur Bewahrung des geomorphologisch in Berlin außergewöhnlichen Naturraums und seiner Biotope führt das Land Berlin verschiedene Pflegemaßnahmen durch. Dazu gehören die regelmäßige Mahd, das Entfernen des Mähguts und das Freihalten von Gehölzaufwuchs zur Erhaltung der trockenwarmen und nährstoffarmen Standorte. Im Wald soll die Robinie zurückgedrängt werden, die als problematischer Neophyt die Biodiversität von Biotoptypen wie Magerrasen, Kalkmagerrasen und Sandtrockenrasen bedroht. Der hohe Totholzanteil soll erhalten bleiben und die südexponierten Hänge sollen von beschattenden Gehölzen freigehalten werden. Ansonsten will die zuständige Senatsverwaltung für Stadtentwicklung das Gebiet möglichst sich selbst überlassen und Maßnahmen auf die Verkehrssicherung und Pflege des Wegenetzes beschränken.

## Ausblick: Konzept eines Höhenwegs auf der Teltownordkante
Die Verbindung der Murellenberge mit dem Nordband des Teltow ist durch den Stadtbau, durch die Überbauung mit Straßen, Bahnstrecken, U-Bahn-Strecken und Siedlungen, im heutigen Stadtbild kaum noch wahrzunehmen. Um die Einheit des Landschaftsraums wieder erfahrbar zu machen, schlug die Senatsverwaltung für Stadtentwicklung 2004 in einem Planwerk Westraum Berlin einen Höhenweg auf der Teltownordkante vor, der die Murellenberge über den Murellenteich mit dem Schlosspark Charlottenburg verbinden soll. Ferner soll der Weg den „Erholungs- und Erlebnisraum Flusslandschaft und Kleingartenpark im Spreetal“ zugänglich machen. Das Konzept sieht zudem vor, auf dem Weg einen Aussichtspunkt über das Spreetal zu schaffen. Da das Schloss Charlottenburg bereits über Wege entlang der Spree an den Großen Tiergarten und damit an die City West und Ost angebunden ist, würde sich mit der Realisierung des Vorschlags ein durchgehender Havel- und Spree-Weg vom Strandbad Wannsee über den Havelhöhenweg und die Murellenberge bis zur Innenstadt ergeben. Über den Bullengrabengrünzug, die Tiefwerder Wiesen und Pichelswerder oder über den Stößensee wäre mit dem Höhenweg gleichzeitig eine Grünverbindung vom Berliner Zentrum nach Spandau hergestellt.

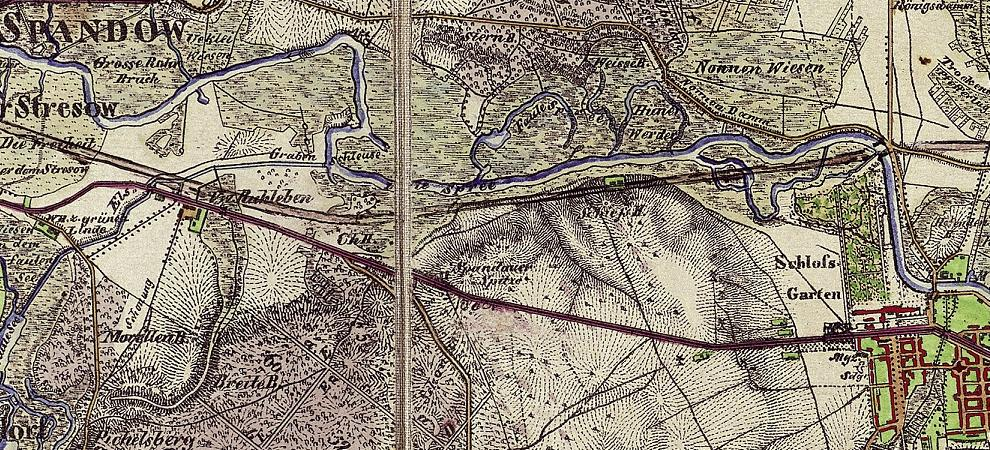
Das unverbaute Nordband des Teltow auf einer Karte von 1842 (Ausschnitt), von West nach Nordost:
Morellenberge (heute: Murellenberge) → Breite Berge (heute: Olympiagelände) → Murellenteich (ohne Bezeichnung, heute an der Siedlung Ruhleben) → Spandauer Spitze (heute: Park Ruhwald) → Schießhaus (Schützenhaus von 1818, unterhalb Fürstenbrunner Höhe, später Spandauer Berg (inzwischen „reguliert“, siehe oben), an der heutigen Rohrdammbrücke); weiter im Osten folgt der Schlosspark Charlottenburg. Hinweis: möglicherweise wurde der Gesamtbereich der hier verzeichneten Spandauer Spitze bis zum Schießhaus später als Fürstenbrunner Höhe und anschließend Spandauer Berg bezeichnet.